# Полковник Сун
«Полковник Сун» (англ. Colonel Sun) — роман Кингсли Эмиса (Памяти Яна Флеминга…).
После того, как скончался создатель Бонда Ян Флеминг, его вдова дала согласие на продолжение саги об агенте 007 другими авторами. Издатели решили предложить разным писателям эту работу, выпуская книги под единым псевдонимом Роберт Маркем.
Первым удостоен был этой чести Кингсли Эмис, друг Флеминга.

## История создания романа
В 1965 Кингсли Эмис написал книгу Досье на Джеймса Бонда, в которой он изучил романы Флеминга об агенте 007. В том же году выходит в свет его шуточная работа «КНИГА БОНДА, или САМ СЕБЕ 007», написанная под псевдонимом Вилльям 'Билл' Тэннер. А в 1966 была опубликована последняя работа покойного Яна Флеминга — «Осьминожка», но компания Glidrose решила продолжить сагу о Джеймсе Бонде, выбор пал на Кингсли Эмиса. Изначально компания Glidrose планировала по очереди нанимать различных писателей для написания романов об агенте 007, используя один и тот же псевдоним — Роберт Маркем. 

## Персонажи
- Джеймс Бонд / Агент 007 — главный герой
- Полковник Сун Ляндан — главный злодей
- Ариадна Александру — девушка Бонда
- Фон Рихтер — второстепенный злодей
- Нико Лицас — союзник Бонда
- Билл Таннер — сотрудник Бонда
- М — начальник Бонда

## Связь с кино
В фильме «Умри, но не сейчас» полковник Тан Сун-Мун — главный злодей. Вспоминается роман Кингсли Эмиса «Полковник Сун», написанный после смерти Флеминга и выпущенный под псевдонимом Роберт Маркем.
Также сцена пытки из романа была использована в фильме "007: Спектр".

## См. фильмы
- «Умри, но не сейчас» — 2002 — Бонда играет Пирс Броснан